# كيينار براون
كيينار براون (بالإسبانية: Keyner Brown)‏ (30 ديسمبر 1991 بليمون في كوستاريكا - ) هو لاعب كرة قدم كوستاريكي في مركز الدفاع. شارك مع منتخب كوستاريكا تحت 20 سنة لكرة القدم. أما مع النوادي، فقد لعب مع Brujas F.C. ‏ وOrión F.C. ‏ ونادي هيريديانو.

## وصلات خارجية
- كيينار براون على موقع الدوري الأمريكي (الإنجليزية)
- كيينار براون على موقع قاعدة بيانات كرة القدم.إي يو (الإنجليزية)
- كيينار براون على موقع ناشيونال فوتبول تيمز (الإنجليزية)
- كيينار براون على موقع Soccerbase.com (لاعب) (الإنجليزية)
- كيينار براون على موقع Soccerway.com (الإنجليزية)
- كيينار براون على موقع عالم كرة القدم.نت (الإنجليزية)
- كيينار براون على موقع AS.com (الإسبانية)